# I Like You Very Much

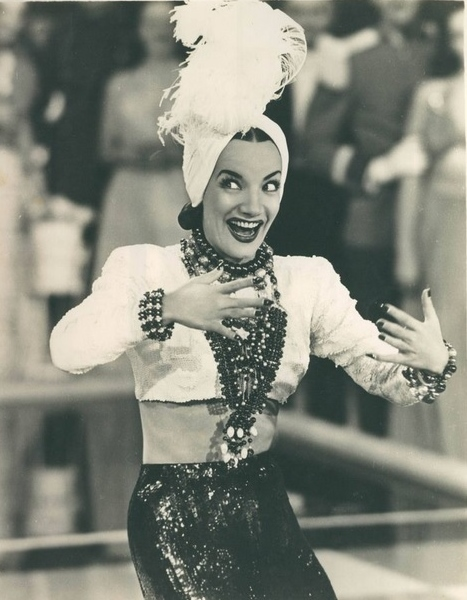
Carmen Miranda em Uma Noite no Rio (1941).

I Like You Very Much, também conhecida como Yi, Yi, Yi (Ai, Ai, Ai), é uma marchinha composta por Harry Warren e Mack Gordon, que foi um número musical do filme That Night in Rio (em português, Uma Noite no Rio), de 1941. A canção foi interpretada por Carmen Miranda e o Bando da Lua.
Carmen Miranda, adaptando-se ao repertório norte-americano, costumava transformar músicas americanas em versões com uma sonoridade brasileira, e esse foi o caso desta música. Originalmente escrita para o filme com a intenção de ser uma conga, ela foi transformada em uma marchinha para se ajustar ao estilo musical que se popularizou nas produções cinematográficas da época.
Carmen Miranda e o Bando da Lua gravaram a música em 78 rpm para o selo Decca em 5 de janeiro de 1941, e a canção fez grande sucesso. Posteriormente, recebeu várias versões, incluindo uma famosa das Andrews Sisters. No Brasil, a música foi traduzida por Osvaldo Santiago e recebeu o título de "Ai, Ai, Ai, Ai, Ai! Eu Gosto de Você", sendo gravada por Ciro Monteiro e o Quarteto de Bronze, em ritmo de samba.

## Versões de outros artistas
- The Andrews Sisters
- Xavier Cugat
- Rita Lee
- Alvin and the Chipmunks
- Rita Hovink
- Ordinarius